# Гараз Іван Вікторович
Іва́н Ві́кторович Гараз (* 30 жовтня 1981) — полковник Збройних сил України. Командир 30-ї механізованої бригади у 2015 —2022 рр. На фронті з весни 2014-го, брав участь у боях у секторі Д, зокрема за Ізварине.

## Короткий життєпис
Навчався у Одеському інституті сухопутних військ (із 1999). Після закінчення навчання проходив службу у 62-й бригаді, а після її розформування  — у 72-й.
Після початку російської агресії у 2014 брав участь у боях за Маріуполь, поблизу Амвросіївки. У період літніх боїв на кордоні 2014 року Іван Гараз був начальником штабу 72-ї окремої механізованої бригади. Очолював 3-ій батальйон 72 бригади. Відслуживши 9 років у 72-й механізованій бригаді, у лютому 2015 року призначений командиром 30-ї механізованої бригади.. Навчався у Національному університеті оборони України за оперативно-стратегічним рівнем.
19 вересня 2019 року за сприяння голови фонду «Корона князів Острозьких» Робертаса Габуласа на фасаді штабу 30 ОМБр відбулась урочиста церемонія відкриття меморіальної дошки князю Костянтину Івановичу Острозькому, який є покровителем бригади.

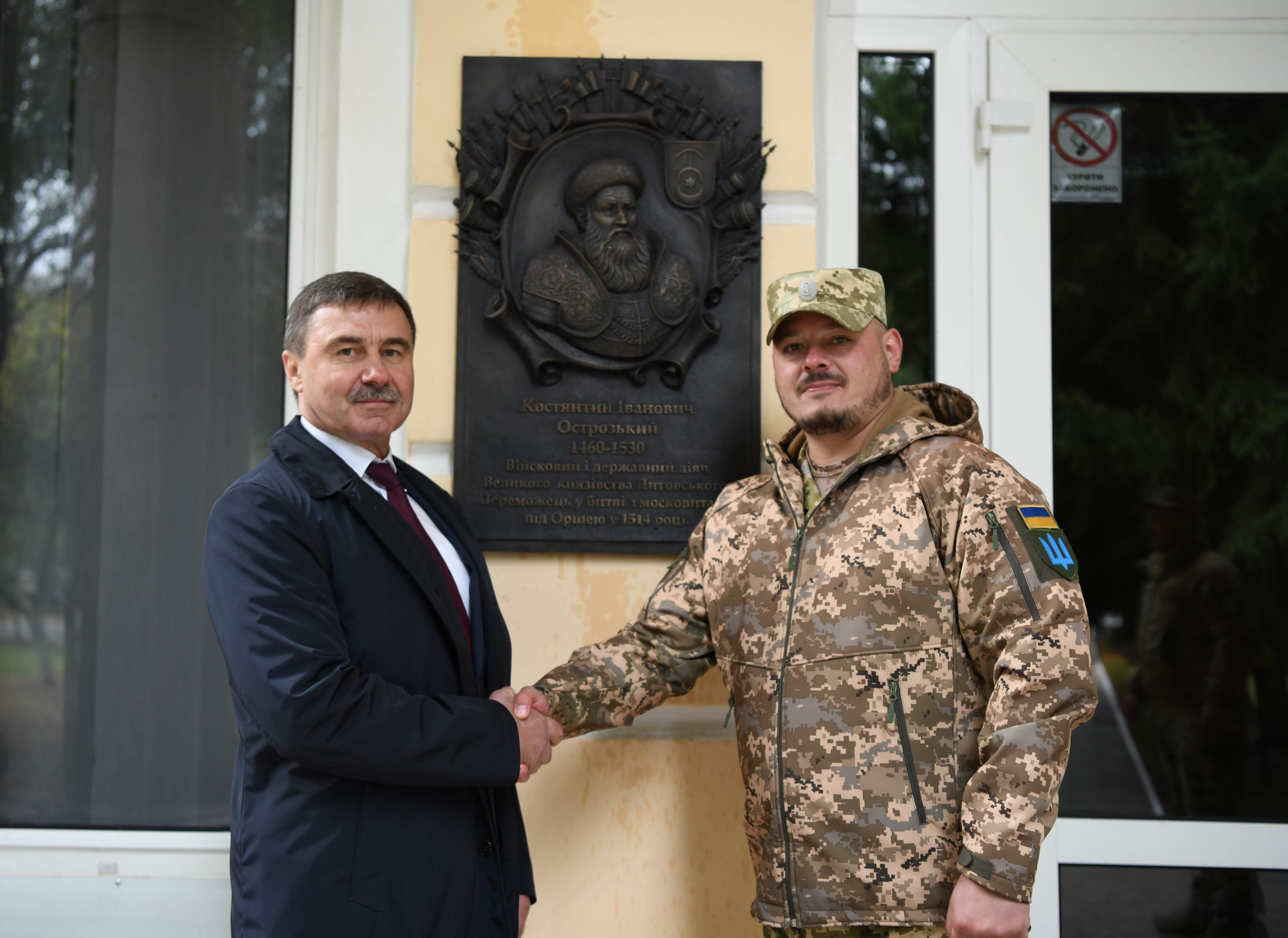
Іван Гараз і Робертас Габулас на відкритті меморіальної дошки князю Костянтину Острозькому на штабі 30 ОМБр, 2019 р.

У 2020 році переміг на виборах до Житомирської обласної ради від партії «Європейська солідарність» (очолював список кандидатів), а також був обраний депутатом Новоград-Волинської міської ради. Згодом відмовився від першого мандату, але зберіг другий.
У червні 2022 року був знятий з командування 30 бригадою. Тоді підрозділ перебував на відновленні після боїв на Донбасі. У 2023 командував тактичною групою «Вінниця».

## Нагороди
- Орден Богдана Хмельницького III ступеня (26.2.2015) — за особисту мужність і високий професіоналізм, виявлені у захисті державного суверенітету та територіальної цілісності України.[9][10]